# Podróż apostolska Jana Pawła II do Szwajcarii (2004)
103 podróż apostolska Jana Pawła II odbyła się w dniach 5 – 6 czerwca 2004 roku. Papież odwiedził Szwajcarię. 
Celem tej podróży było spotkanie z młodzieżą Szwajcarii w Bernie, którzy uczestniczyli w pierwszym ogólnokrajowym zlocie młodzieży w Szwajcarii. Dla podkreślenia wielowiekowych więzi łączących Watykan i Szwajcarię papieża witali członkowie Gwardii Szwajcarskiej, reprezentujący cztery szwajcarskie wspólnoty językowe francuską, niemiecką, retoromańską oraz włoską. Rezydencją papieża podczas pobytu w Szwajcarii był dom seniora Viktoriaheim w Bernie.

## Przebieg pielgrzymki
Przebieg pielgrzymki był następujący:

### 5 czerwca 2004
- powitanie na lotnisku wojskowym w Payerne przez prezydenta Konfederacji Szwajcarskiej Josepha Deissa,
- spotkanie z 14.000 młodzieży, w którym uczestniczyli prezydent Konfederacji Szwajcarskiej Joseph Deiss, kardynał Joachim Meisner z Kolonii (gospodarz Światowych Dni Młodzieży 2005) oraz Samuel Lutz, przewodniczący Rady Synodalnej Kościołów Refermowanych oraz biskup Amédée Grab, przewodniczący Konferencji Episkopatu Szwajcarii w hali sztucznego lodowiska.

### 6 czerwca 2004
- msza z udziałem 80.000 osób na błoniach Allmend w Bernie,
- spotkanie z biskupami 7 diecezji szwajcarskich w domu seniora Viktoriaheim w Bernie,
- audiencja dla członków komitetu organizacyjnego pielgrzymki w domu seniora Viktoriaheim w Bernie,
- spotkanie z pensjonariuszami oraz pracownikami domu seniora Viktoriaheim w Bernie,
- spotkanie z 300 członkami Stowarzyszenia byłych Gwardzistów Szwajcarskich na placu przed domem seniora Viktoriaheim w Bernie,
- pożegnanie na lotnisku wojskowym w Payerne.